# Abu Hanifa Dinavari
Abu Hanifa Dinavari (perz. ابوحنیفه احمد بن داوود دینوری; puno ime: Abu Hanifa Ahmad ibn Davud Dinavari, 828. – 896.) je bio kurdski znanstvenik koji je pisao brojna djela na području astronomije, poljoprivrede, botanike, metalurgije, geografije, matematike i povijesti. Rodio se u iranskom gradiću Dinvaru koji se nalazi na pola puta između Hamadana i Kermanšaha, a studirao je astronomiju, matematiku i mehaniku u Isfahanu odnosno filologiju i poeziju u Kufi i Basri. Većina njegovih radova nije sačuvana i danas o njima uglavnom zna iz djela kasnijih autora koji su ga citirali ili prepisivali. Među Dinavarijeva najznačajnija djela spadaju „Knjiga o biljkama” zbog čega ga se smatra ocem islamske botanike, te „Podrijetlo Kurda” što ga čini prvim znanstvenikom koji je pisao o toj temi. Umro je 24. srpnja 896. godine u rodnom Dinvaru.

## Djela

### Matematika i prirodoslovlje
1. Kitâb al-džabr va'l-mukâbila („Knjiga o algebri”)
2. Kitâb al-nabât („Knjiga o biljkama”)
3. Kitâb al-kusuf („Knjiga o pomrčini Sunca”)
4. Kitâb al-rad alâ rasad al-Isfahâni („Knjiga o pobijanju isfahanskih astronomskih promatranja”)
5. Kitâb al-hisâb („Knjiga o aritmetici”)
6. Bahth fi hisâb al-Hind („Analiza indijske aritmetike”)
7. Kitab al-qibla va'l-zival („Knjiga o kretanju zvijezda”)
8. Kitâb al-anvâ' („Knjiga o astronomiji”)
9. Islâh al-mantik („Unaprjeđenje logike”)

### Društvene i humanističke znanosti
1. Akhbâr al-tiwâl („Opća povijest”)
2. Kitâb al-kabir („Knjiga o znanosti”)
3. Kitâb al-fisâha („Knjiga o retorici”)
4. Kitâb al-buldân („Knjiga o geografiji”)
5. Kitâb al-ši'r va'l-šu'arāʾ („Knjiga o pjesništvu i pjesnicima”)
6. Ansâb al-Akrâd („Podrijetlo Kurda”)
7. Kitâb mā jalḥan fīh al-ʿāma („Knjiga o gramatici”)
8. Kitâb al-bāh („Knjiga o erotici”)